# Habronattus clypeatus
Habronattus clypeatus es una especie de araña saltadora del género Habronattus, familia Salticidae. Fue descrita científicamente por Banks en 1895.
Habita en los Estados Unidos y México. Su rango se extiende desde el sur de las Montañas Rocosas hasta el norte de la Sierra Madre Occidental y el Desierto de Sonora.
Esta especie es muy parecida a H. dossenus y se encuentra en el sur de Arizona, también en la parte oriental y occidental de su área de distribución. Las patas de Habronattus clypeatus poseen un tipo de escamas blancas, mientras que las patas de H. dossenus son verdosas y cubiertas con pelos blancos. H. clypeatus posee una banda blanca o marrón sobre sus ojos primarios, pero H. dossenus no. Ambas especies de hibridan.